# 格雷格·波波维奇
格雷格·波波维奇（英語：Gregg Popovich，1949年1月28日—），出生于印第安纳州东芝加哥，是塞尔维亚、克罗地亚裔美国篮球运动员、教练，美國空軍軍官學校畢業，主修蘇聯研究，在校時是籃球隊隊長，服役時在情報單位，後來回空軍官校擔任籃球隊助理教練，並在丹佛大學取得運動科學碩士學位。曾擔任NBA圣安东尼奥马刺队主教练長達29年，也率領馬刺隊在1999年、2003年、2005年、2007年、2014年取得NBA總冠軍。2003年、2012年、2014年當選NBA最佳教練（僅有他、帕特·萊利、唐·尼爾森）。波波維奇也是NBA史上5位贏得5次以上總冠軍教練，其他4位教練是菲爾·傑克遜、阿諾·奧拜克、帕特·萊利、約翰·庫達爾。波波维奇被认为是NBA历史上最伟大的主教练之一，绰号“Pop”，也是NBA史上勝場總數最多教練。波波维奇還是2020年夏季奧林匹克運動會美國國家隊的總教練，帶領球隊獲得金牌。

## 教练生涯
1996-97年季中，以總經理的身份接管一瀉千里的馬刺，最後僅獲得20勝62負戰績，中斷先前連續六年打進季後賽，不過在該季結束後的選秀會抽中狀元籤，選進提姆·鄧肯，正式開啟連續22年的「馬刺王朝」。
2014年8月5日，波波維奇僱用前WNBA球員贝姬·哈蒙成為馬刺隊助教。
2015年2月10日，馬刺客場95：93擊敗印第安那溜馬．波波维奇成為NBA歷史上第九位贏得1,000勝的總教練。
2015年12月15日，馬刺主場以118:81擊敗爵士，波波維奇收下此勝，超越里克·阿德爾曼所執教的總勝場數1,042，升至NBA例行賽總執教勝場數第八名。
2015年7月6日，波波維奇在去年夏天很認真地考慮過退休一事，但他最終還是和馬刺執行剩下四年合約，平均年薪在1,100萬的合約。
2016年首輪季後賽，馬刺以直落4橫掃傷兵滿營的曼菲斯灰熊執教生涯第9次橫掃，超越「禪師」菲爾·傑克遜的8次，躍居史上第一。
2016里約奧運後，波波維奇將接下杜克大學「K教練」麥克·沙舍夫斯基的棒子，成為新任美國隊教頭。
2016年11月17日，馬刺客場以110:105險勝國王，波波維奇追平老友拉里·布朗的執教勝場紀錄1,097勝。翌日，馬刺客場以116:107險勝湖人，波波維奇超越老友拉里·布朗的總執教勝場紀錄1098勝，接下來挑戰「禪師」菲爾·傑克遜的1,155勝。
2017年2月3日，馬刺主場以102:86大勝七六人，波波維奇追平教皇傑里·斯隆例行賽總勝場數1,127場。翌日，馬刺主場以121:97大勝金塊，波波維奇正式成為史上帶領單一球隊拿下最多勝的總教練。
2017年5月10日，季後賽第二輪第五場，馬刺主場迎戰火箭，在延長賽以110比107擊敗火箭，取得系列戰3比2的聽牌優勢；波波維奇收下此勝，成為NBA第四位在季後賽主場百勝的教練。
2017年11月3日，馬刺主場以108:101險勝夏洛特黃蜂，波波維奇追平禪師菲爾·傑克遜例行賽總勝場數1,155場。
2017年11月5日，馬刺主場以112:95大勝鳳凰城太陽，波波維奇超越禪師菲爾·傑克遜例行賽總勝場數1,156場。暫居NBA總勝場數歷史第六，本賽季有望挑戰喬治·卡爾的紀錄1,175勝。
2017年11月15日，馬刺踢館小牛，以97比91險勝小牛；收下此勝，波波維奇成為NBA第三位例行賽生涯客場取得第500勝的總教練。前面兩位是帕特·萊利與唐·尼爾森 。
2017年12月29日，馬刺主場迎戰尼克以119比107戰勝尼克；收下此勝，波波維奇執教勝場數追平喬治·卡爾。
2018年1月3日，馬刺作客紐約，以100比91擊敗尼克；收下此勝，波波維奇執教勝場數1,176勝超越喬治·卡爾，在NBA總勝場數暫居第四。
2018年4月9日，馬刺憑藉決勝節38對19的逆襲，以98比85驚險擊退國王，鎖定季後賽席次，連21季闖入季後賽追平拓荒者於1983-2003賽季締造的紀錄，並列史上第2，鐵血教頭波波維奇也因此超越了「禪師」菲爾·傑克遜連20季率隊打進季後賽的紀錄，獨占史上第1。
2018年10月27日，馬刺主場以110:106逆轉湖人，波波維奇成為歷史上第五位拿到1,200勝的教練，前四位都是名人堂傳奇教頭分別是唐·尼爾森、藍尼·威肯斯、傑里·斯隆和帕特·萊利，接下來挑戰神算子帕特·萊利1,210勝的紀錄 。
2018年12月10日，馬刺主場以110:97擊敗爵士，波波維奇執教生涯常規賽勝場數來到1,210場，追平神算子帕特·萊利1,210勝的紀錄，排名升至NBA歷史第四位。
2019年1月8日，马刺队客场以119:107战胜活塞队，在加上这1场比赛之后，马刺主教练波波维奇生涯常規賽勝場數來到1,221，追平杰里·斯隆升至NBA历史第三位，排在前两位的分别是兰尼·威尔肯斯（1,332）、唐·尼尔森（1,335）。
此外，波波维奇的客场执教总胜场达到了518场，超越了唐·尼尔森升至历史第二，排在第一的则是帕特·莱利（520）。
2019年1月10日，马刺队主场二度延長賽以154:147战胜雷霆队，在加上这1场比赛之后，马刺主教练波波维奇生涯常規賽勝場數來到1,222，超越杰里·斯隆單獨NBA历史第三位，
2019年1月27日，在一场常规赛中，马刺在客场以126:114击败鹈鹕，这是马刺主帅波波维奇作为教练取得的第521场常规赛客场胜利，超越帕特·莱利，升至历史第一。
2019年4月8日，在一场常规赛中，马刺队在客场以112:90的比分战胜克利夫兰骑士队。在拿下本场比赛的胜利之后，波波维奇职业生涯（常规赛加季后赛）执教总胜场数达到1,411，超越唐-尼尔森（1,410）升至历史第2位，排在第1位的则是兰尼-威尔肯斯（1,412）。
2019年4月14日，馬刺隊在客場成功101:96擊敗金塊隊順利收下系列賽首戰勝利。除此之外，波波維奇也成為NBA歷史上最多勝教練 (例行賽+季後賽)。目前生涯已經累計1,413勝。
2019年4月26日，马刺迎来了主场对阵掘金的系列赛第6场比赛。据马刺公关人员Jordan Howenstine统计，这是波波维奇职业生涯执教的283场季后赛，超越了帕特·萊利独占NBA历史季后赛执教场数排行榜第2位，但馬刺在當年季後賽7場大戰不敵金塊，止步第一輪。
波波維奇生涯率領馬刺贏得5座NBA總冠軍，連續22年帶領球隊打進季後賽創下新高。2019-20年複賽，馬刺以112-118不敵爵士，終止連續22年打進季後賽。
此外，波波維奇擔任2019年世界盃籃球賽、以及2020年東京奧運的美國隊教練。
2022年2月13日，馬刺隊在客場成功124:114擊敗鵜鶘隊順利收下勝利，追平藍尼·威肯斯，並列历史第二。
2022年2月16日，馬刺作客雷霆，帕波維奇率子弟兵以114：106收下勝利，也喜獲生涯執教1,333勝，正式超越威肯斯（Lenny Wilkens），成為NBA史上總勝場數第二多主帥，不過距離第一名的尼爾森（Don Nelson）也近在咫尺，只要再獲得3勝就能奪下第一多勝的寶座。
2022年3月8日，馬刺隊在主場成功117:110擊敗洛杉磯湖人隊順利收下勝利，追平唐·尼爾森，並列历史第一。
2022年3月12日，馬刺隊在主場成功104:102逆轉擊敗猶他爵士隊收下勝利，成為總勝場數历史第一。
2023年7月8日，波波維奇以5年8,000萬合約成為史上最高薪總教練。8月，獲選進入籃球名人堂。
2024年11月2日，波波維奇出現了“健康問題”需要休假。兩天後，宣布他需要無限期休假，由助理教練米奇·約翰遜接任臨時主教練。後來在11月13日透露波波維奇患有輕度中風，2025年2月22日，有消息稱波波維奇不太可能在2024-25賽季重返場邊，並且他的執教未來「不確定」。2025年5月2日，馬刺隊宣布波波維奇卸任總教練一職，轉任球隊運營總裁。

## 主教练战绩
| 隊伍 | 年份    | 常規賽 | 常規賽 | 常規賽 | 常規賽 | 常規賽           | 季後賽                   |
| 隊伍 | 年份    | 比賽   | 勝     | 負     | 勝率   | 排名             | 季後賽                   |
| ---- | ------- | ------ | ------ | ------ | ------ | ---------------- | ------------------------ |
| SAS  | 1996-97 | 64     | 17     | 47     | .266   | 中西部赛区第六名 | (未進入，狀元簽獲得鄧肯) |
| SAS  | 1997-98 | 82     | 56     | 26     | .683   | 中西部赛区第二名 | 第二轮失利               |
| SAS  | 1998-99 | 50     | 37     | 13     | .740   | 中西部赛区第一名 | 赢得NBA总冠军            |
| SAS  | 1999-00 | 82     | 53     | 29     | .646   | 中西部赛区第二名 | 第一轮失利               |
| SAS  | 2000-01 | 82     | 58     | 24     | .707   | 中西部赛区第一名 | 西区决赛失利             |
| SAS  | 2001-02 | 82     | 58     | 24     | .707   | 中西部赛区第一名 | 第二轮失利               |
| SAS  | 2002-03 | 82     | 60     | 22     | .732   | 中西部赛区第一名 | 赢得NBA总冠军            |
| SAS  | 2003-04 | 82     | 57     | 25     | .695   | 中西部赛区第二名 | 第二轮失利               |
| SAS  | 2004-05 | 82     | 59     | 23     | .720   | 西南赛区第一名   | 赢得NBA总冠军            |
| SAS  | 2005-06 | 82     | 63     | 19     | .768   | 西南赛区第一名   | 第二轮失利               |
| SAS  | 2006-07 | 82     | 58     | 24     | .707   | 西南赛区第二名   | 赢得NBA总冠军            |
| SAS  | 2007-08 | 82     | 56     | 26     | .683   | 西南赛区第二名   | 西区决赛失利             |
| SAS  | 2008-09 | 82     | 54     | 28     | .659   | 西南赛区第一名   | 第一轮失利               |
| SAS  | 2009-10 | 82     | 50     | 32     | .610   | 西南赛区第二名   | 第二轮失利               |
| SAS  | 2010-11 | 82     | 61     | 21     | .744   | 西南赛区第一名   | 第一轮失利               |
| SAS  | 2011-12 | 66     | 50     | 16     | .758   | 西南赛区第一名   | 西区决赛失利             |
| SAS  | 2012-13 | 82     | 58     | 24     | .707   | 西南赛区第一名   | 总决赛失利               |
| SAS  | 2013-14 | 82     | 62     | 20     | .756   | 西南赛区第一名   | 贏得NBA總冠軍            |
| SAS  | 2014-15 | 82     | 55     | 27     | .671   | 西南赛区第三名   | 第一輪失利               |
| SAS  | 2015-16 | 82     | 67     | 15     | .817   | 西南赛区第一名   | 第二轮失利               |
| SAS  | 2016-17 | 82     | 61     | 21     | .744   | 西南赛区第一名   | 西区决赛失利             |
| SAS  | 2017-18 | 82     | 47     | 35     | .573   | 西南赛区第三名   | 第一輪失利               |
| SAS  | 2018-19 | 82     | 48     | 34     | .585   | 西南赛区第二名   | 第一輪失利               |
| SAS  | 2019-20 | 71     | 32     | 39     | .451   | 西南赛区第四名   | 未進入季後賽             |
| SAS  | 2020-21 | 72     | 33     | 39     | .458   | 西南赛区第三名   | 未進入季後賽             |
| SAS  | 2021-22 | 82     | 34     | 48     | .415   | 西南赛区第四名   | 未進入季後賽             |
| SAS  | 2022-23 | 82     | 22     | 60     | .268   | 西南赛区第五名   | 未進入季後賽             |
| SAS  | 2023-24 | 82     | 22     | 60     | .268   | 西南赛区第五名   | 未進入季後賽             |
| SAS  | 2024-25 | 82     | 34     | 48     | .415   | 西南赛区第四名   | 未進入季後賽             |
| 總計 | 總計    | 2,291  | 1,422  | 869    | .621   |                  | 5次NBA總冠軍             |

## 个人生活
他与妻子Erin育有一兒一女：Micky 和 Jill。

## 軼事
- 2019年4月4日，波波維奇在馬刺隊做客丹佛金塊的比賽，在開賽63秒，因與裁判艾約特Mark Ayotte在喊出暫停後持續爭執，因此獲得了2次技術犯規被驅逐出場，而球隊也以85比113大比分落敗，在此同時也打破了NBA史上總教練最快被趕出場的紀錄，原本的歷史紀錄是由華盛頓巫師總教練菲利普‧桑德斯在2012年1月率隊與波士頓凯尔特人隊的比賽中，在開打1分46秒時被趕出場。此次被驅逐出場被許多球迷戲稱波波教練本人也需要輪休，以準備季後賽。

### 語錄
波波維奇不但是個傳奇教練，還是位冷笑話高手：
- 08-09賽季主場對熱火，法國小跑車東尼·帕克開場不久後受傷下場，蒂姆·鄧肯率众角色球员苦苦應戰。某次暫停中，波波維奇看了一眼老的老小的小的手下們，冒出一句：「你們都是誰啊？」鄧肯則很配合的回答：「Tim Duncan，Wake Forest 大學畢業，效力 NBA 11年。」
- 在阿根廷刺客馬努·吉諾比利表現活躍的某場比賽後，波波維奇說他前一天還想把吉諾比利送走，但現在願意幫他準備明天的早餐。
- 15-16賽季，馬刺客場以90:120慘敗給衛冕軍金州勇士，波波維奇半開玩笑的說幸好球隊經理不在球員休息室內，否則他一定被炒魷魚。
- 2016年夏天，鄧肯正式宣布退休。波波維奇說他已經厭倦帶鄧肯了，卻感謝他讓馬刺豐衣足食，還想和他同桌用餐。
- 當拉瑪庫斯·阿爾德里奇直接了當跟波波說希望自己被交易到其他球隊時，波波先露出驚訝的表情，接著說道：「我很樂意交易你，如果你能幫我換到凱文·杜蘭特，我會親自幫你打包、開車送你去機場，護送你上飛機，伺候你入座！但天不從人願，因為我們沒辦法用你換到我們想要的球員，所以我們只好一起想辦法。」